# Голынец 1
Голыне́ц 1 (бел. Галынец 1) — деревня в составе Буйничского сельсовета Могилёвского района Могилёвской области Республики Беларусь. Расположена в 6 километрах на юго-запад от Могилёва и в 2 километрах от станции Голынец железной дороги Могилёв — Осиповичи. Вдоль деревни протекала река Чернявка (в XVIII веке — река Голынецъ), приток реки Лахва, на другом берегу высохшего русла которой расположена деревня Голынец 2.

## История
Деревня известна в Великом княжестве Литовском ещё с XVII века. В 1679 году село Голынцы было шляхетской собственностью. В 1758 году в селе насчитывалось 12 дворов. В 1785 году входило в состав имения Старые Буйничи и состояло из 18 дворов и 200 жителей. В 1848 году село было уже центром имения, в 1858 году здесь имелась корчма. Далее Голынец был разделён на Голынец 1 и Голынец 2. В Голынце 1 в 1880 году насчитывалось 45 дворов и 187 жителей. Во всех дворах крестьяне занимались изготовлением льняной и пеньковой (конопляное волокно) кудели и ткани, а также изготовлением посуды и различных бытовых вещей из дерева. В 1888 году здесь была открыта церковно-приходская школа, для которой было построено отдельное помещение. По переписи 1897 года в деревне 60 дворов и 401 житель, в 1909 году — 63 двора и 471 житель.
После революции местная школа была преобразована в рабочую школу 1-й степени, в которой в 1925 году обучалось 90 учеников. В 1926 году в деревне 185 дворов и 1127 жителей. В 1930 году здесь был организован колхоз «1 Мая». В 1931 году построено каменное здание для начальной школы. В 1932 году появилось электричество. Во время Великой Отечественной войны с июля 1941 года по 27 июня 1944 года деревня была оккупирована немецкими войсками. 24 января 1944 года 121-й партизанский полк разгромил немецкий гарнизон, который находился в деревне. Было убито около 200 немцев, сожжено 10 складов, гараж и 9 автомобилей. В честь партизан 121-го партизанского полка около здания клуба установлен обелиск. В 1990 году в деревне 170 дворов и 409 жителей. Деревня относилась к колхозу «Маяк коммунизма» (центр в деревне Тишовка), здесь размещалась ферма крупного рогатого скота, производственная бригада, работал комплексный приёмный пункт бытового обслуживания населения, начальная школа, детский сад, магазин, клуб и отделение связи.
В деревне родилась Зоя Прохоровна Титова — акушерка, Герой Социалистического Труда, участница Великой Отечественной войны.